# F軍集団
F軍集団（ドイツ語: Heeresgruppe F）は、第二次世界大戦中のドイツ国防軍の編成。F軍集団の司令官は東南方面の最高司令官も兼ねていた。
1943年8月12日にバイロイト(WK XIII)で編成され、初期配置はバルカン半島であった。司令官は当初は43年2月1日に元帥に昇格したマクシミリアン・フォン・ヴァイクスであり、ヘルマン・フェルチュ中将が参謀長であった。ドイツの弱い脇腹と考えられていたバルカン半島で連合軍侵攻部隊に対抗し、力を増していたパルチザンを制圧することであった。
1944年後期、ブダペスト攻勢の発起に伴ってドイツ軍のギリシャおよびユーゴスラビアからの撤退を指揮した。第2装甲軍はユーゴスラビア・アルバニアに、E軍集団はギリシャに置かれていた。
軍集団に直接属する部隊は主に戦力の低下した要塞の部隊や予備師団、協力的外国人部隊の「コサック」や第392歩兵師団などであった。セルビア防衛のために1944年9月26日に、セルビア軍集団が編成された。セルビア軍集団はハンス・フェルバーが指揮したが1944年10月27日に解散した。F軍集団は1945年3月25日に解散した。

## 1943年11月の戦闘序列
- 第2装甲軍
  - 参謀部
  - 第3SS装甲軍団（英語版）、フェリックス・シュタイナー武装親衛隊大将
  - 第15山岳軍団（英語版）、Ernst von Leyser歩兵大将
  - 第21山岳軍団、Gustav Fehn機工兵大将
  - 第69軍団、Zbv Helge Auleb歩兵大将
  - 第5SS山岳軍団、アルトゥール・フレプス中将
- E軍集団
  - 参謀部
  - 第22山岳軍団、Hubert Lanz山岳兵隊大将
  - 第68軍団、Hellmuth Felmy航空隊大将
  - クレタ要塞部隊
  - ブルガリア第2軍団
- 東南方面軍指令部部隊 歩兵大将ハンス・フェルバー（英語版）

## 1944年7月の戦闘序列
- 第2装甲軍
  - 参謀部
  - 第15山岳軍団（英語版）、Ernst von Leyser歩兵大将
  - 第21山岳軍団、Gustav Fehn機工兵大将
  - 第69軍団、Zbv Helge Auleb歩兵大将
  - 第5SS山岳軍団、アルトゥール・フレプス中将
- E軍集団
  - 参謀部
  - 第22山岳軍団、Hubert Lanz山岳兵隊大将
  - 第68軍団、Hellmuth Felmy航空隊大将
  - クレタ要塞部隊
  - ブルガリア第2軍団
- 東南方面軍指令部部隊 歩兵大将ハンス・フェルバー

## 註
1. ↑  D 4, Hogg
2. ↑  p.200, Mitcham